# Чанъэ
Чанъэ (Чан Э; кит. 嫦娥, пиньинь Cháng'é) или Хэнъэ (кит. 姮娥, пиньинь Héng'é; архаичный вариант имени, был табуирован из-за совпадения по звучанию с личным именем (Лю Хэн) императора Вэнь-ди) — персонаж китайской мифологии, в даосизме почитается как богиня Луны. Ей посвящён Праздник середины осени, отмечаемый на 15-й день 8-го месяца по лунному календарю.

## Сюжет мифа
Миф о Чанъэ является составной частью другого мифа — о стрелке И, который был её супругом. Существует несколько вариантов мифа о Чанъэ, но общая канва сюжета одна — Чанъэ съедает эликсир бессмертия, предназначавшийся для её мужа, и её уносит на Луну, где с той поры она обречена жить практически в полном одиночестве.
Наиболее распространённая версия сюжета, изложенная в сборнике мифов Древнего Китая, составленном Юань Кэ, такова. Во времена правления императора Яо на небе появились сразу десять солнц. Это были дети Сихэ — жены восточного божества Ди-цзюня. Обычно они появлялись на небе по очереди: когда одно солнце возвращалось, другое заменяло его. Но такой порядок повторялся изо дня в день в течение многих лет и надоел солнцам. Сговорившись однажды вечером, на следующее утро они с шумом вылетели вместе и разлетелись по всему безграничному небосводу. Мать в волнении кричала на них, однако озорные и непослушные сыновья не обращали внимания на крики матери. Собравшись вместе, пользуясь неограниченной свободой и предаваясь необузданному веселью, они установили для себя новый порядок. Каждый день они поднимались вместе, больше не желая разлучаться.

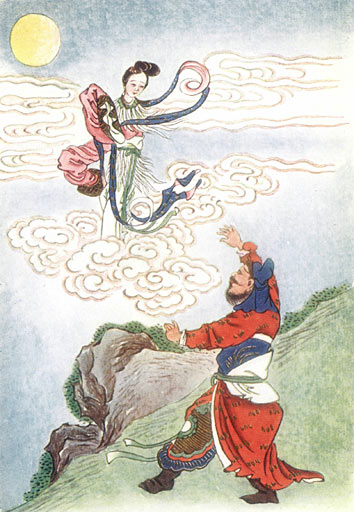
Чанъэ улетает на Луну

В результате на Земле наступила ужасная засуха. Зной сжигал посевы и так накалял землю, что плавились камни и металлы. В жилах людей чуть не закипала кровь, было невозможно дышать, иссякли съестные припасы. Люди страдали от жестокого голода. Они попытались прибегнуть к помощи знаменитой колдуньи Нюй-чоу, но та не смогла справиться с мощью десяти солнц и погибла. Тогда люди потеряли надежду справиться с этой напастью.

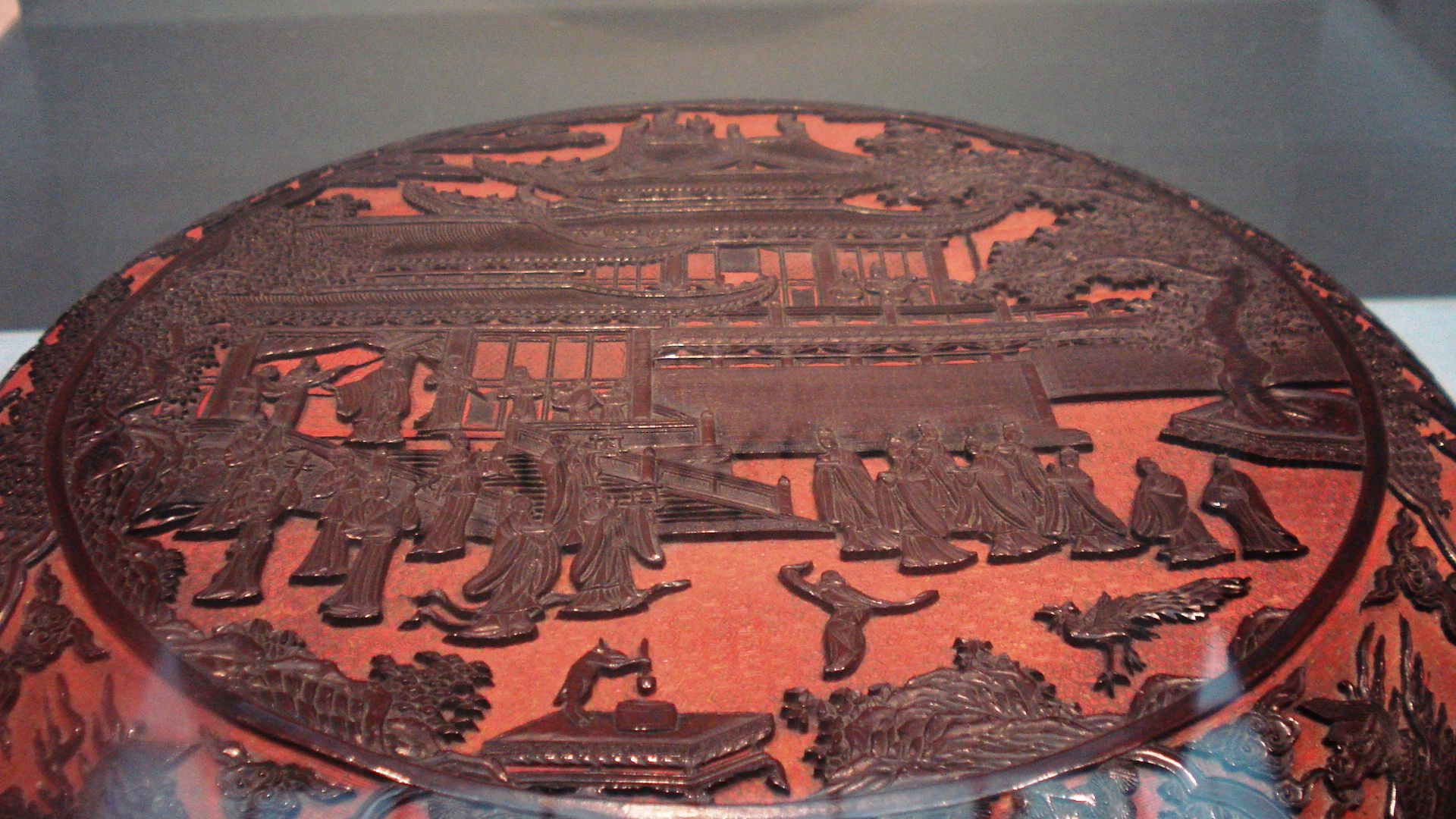
Деревянное изображение дворца Чанъэ, династия Мин, 1490-е годы

Император Яо, который очень беспокоился из-за страданий своего народа, обратился с молитвой ко владыке Ди-цзюню, но тот не смог совладать со своими детьми. Молитвы, доносившиеся с земли, начинали надоедать богам. Ди-цзюнь наконец понял, что люди находятся в безвыходном положении. Недовольство началось даже в небесном царстве. Тогда верховный владыка послал к людям искусного стрелка Хоу И. Ди-цзюнь надеялся, что И усмирит сыновей и поможет Яо избавить страну от бедствия. Перед тем как отправить И к людям, Ди-цзюнь подарил ему красный лук и колчан красивых белых стрел, твёрдых и острых.

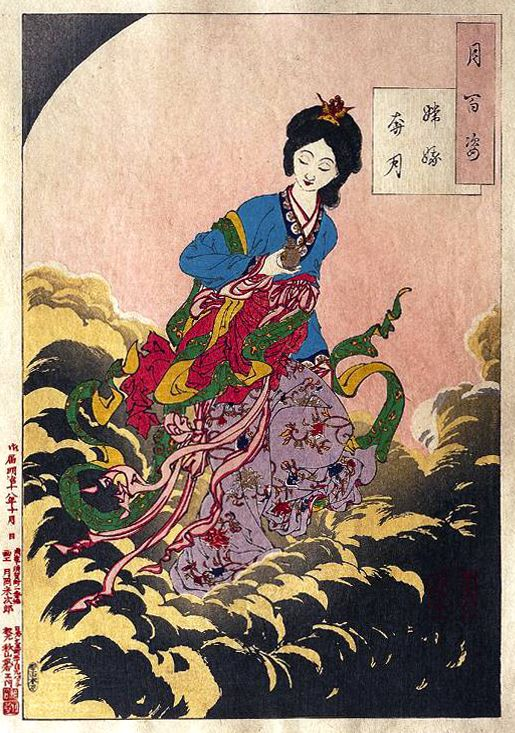
Изображение Чанъэ художника Цукиоки Ёситоси

По повелению Ди-цзюня И со своей женой Чанъэ спустился на землю. Чанъэ была небесным божеством и имела какое-то отношение к более древней богине луны Чанси, которая, как и Сихэ, была женой Ди-цзюня. По другим представлениям, она была земной девушкой. Спустившись с женой на землю, И отправился к Яо, который затем повёл И и его жену показать, как живут люди. Многие из них уже погибли, а остальные были на грани смерти. Но стоило им услышать, что к ним спустился с неба стрелок И, как они вновь обрели силы. Со всех сторон люди направились к хижине правителя и, собравшись на площади, громко просили стрелка И избавить их от страданий.
Хоу И оправдал людские надежды. Несмотря на повеление небесного правителя, который лишь просил усмирить его детей, он стал поражать их из своего лука. Те падали на землю в виде трёхногих золотых ворон. Всё небо было заполнено струями пламени, летали бесчисленные золотые перья, и на землю падали трёхногие вороны. Ликующие крики людей наполнили всю землю, радуя стрелка. Наблюдавший за этим Яо вспомнил, что нельзя убивать все солнца. Тогда он послал человека, чтобы тот потихоньку вытащил одну из десяти стрел из колчана И. Так на небе осталось одно солнце. У этого озорного сынка от страха побелело лицо, и люди начали над ним смеяться.
Этот подвиг И был великим благодеянием для людей, но небесный правитель не мог ему простить гибели сыновей. Ди-цзюнь сначала очень печалился, а потом возненавидел стрелка и изгнал его из сонма божеств. Его жена Чанъэ, которая спустилась в мир людей вместе с ним, тоже перестала быть божеством. Чанъэ, бывшая раньше богиней, тоже не могла теперь вернуться на небо. Чанъэ не могла перенести того, что из небожительницы она превратилась в обычную смертную, она обижалась на мужа и упрекала его. Из-за упрёков жены стрелок покинул дом и начал бродячую жизнь.
После случившегося с ним приключения, когда он вышиб стрелой глаз божеству реки Лошуй по имени Хэбо, которому в той местности каждый год отдавали в жены красивую девушку, Хоу И снова вернулся домой. Между ним и Чанъэ временно воцарился мир, но отношения оставались натянутыми. Оба стали страшиться того, что после смерти они попадут в подземное царство Юду, где будут вместе с духами и чертями вести печальную и мрачную жизнь. Тогда И решил найти способ, который избавил бы их от угрозы смерти. Тогда вновь между ним и его женой возродилась бы любовь и наступила бы вечная весна. Узнав, что на западе, в горах Куньлунь (образ которых в китайской мифологии схож с образом горы Олимп в греческой), живёт богиня по имени Си-ван-му, у которой хранится лекарство бессмертия, стрелок И решил добраться до неё, невзирая на расстояние и трудности пути, и попросить у неё лекарство.
Стрелок И проник через препятствия, окружающие гору, и взобрался на её вершину. Когда он рассказал богине о своих несчастьях и объяснил цель своего прихода, та почувствовала сострадание к нему и передала Хоу И эликсир, сказав, что если содержимое сосуда выпьет один человек, то он станет богом, а если двое, то они обретут бессмертие. И отдал сосуд с эликсиром на хранение жене, решив употребить его вместе с ней позже, во время праздника.
В отличие от стрелка, который не стремился снова стать божеством, Чанъэ тайно всё ещё желала этого, хотя и не решалась выпить лекарство тайком от мужа. Отправившись к гадательнице Юхуан, она получила от неё предсказание о том, что её ждёт великое процветание. Тогда, решившись, в один вечер, когда И не было дома, Чанъэ взяла сосуд и проглотила всё лекарство. Её тело стало лёгким, и она вылетела наружу через окно. Когда стрелок И вернулся домой, он обнаружил отсутствие жены и пустой сосуд из-под снадобья. Испуганно кинувшись к окну, он увидел, как его жена возносится на небо. Он достал лук, но не смог выстрелить в собственную жену.
Чанъэ не решилась отправиться в Небесный дворец, так как боялась, что боги станут смеяться над ней из-за того, что она бросила мужа, и отправилась в Лунный дворец. Но, когда она его достигла, с её телом стали происходить изменения — спина уменьшилась в размерах, живот и поясница начали разбухать, рот расширился, глаза увеличились, шея и плечи сблизились, на коже появились большие бородавки — и она превратилась в жабу.

## Вариации мифа
Другие версии мифа (согласно Юань Кэ, более поздние, чем приведённая выше) говорят о том, что Чанъэ осталась в человеческом облике, но всё равно была наказана за себялюбие одиночеством. На Луне был только белый заяц, который круглый год толок в ступке лекарство бессмертия, а через много лет там появился также У Ган, за проступки приговорённый к бесконечной рубке коричного дерева (или османтуса), которое постоянно восстанавливалось.
В одной из вариаций мифа лишь Чанъэ была небожительницей, а Хоу И был обычным человеком. За то, что Чанъэ разбила ценный кувшин, Нефритовый император изгнал её на землю, и она могла вернуться только в случае совершения каких-либо благих деяний. Она стала жить на земле в образе девушки из богатой семьи. В возрасте 18 лет она встретила Хоу И и подружилась с ним.
После истории с десятью солнцами, победив их, стрелок стал королём и женился на Чанъэ. Со временем Хоу И стал высокомерным и эгоистичным. Он приказал изготовить для него эликсир бессмертия, который его жена употребила, то ли случайно, то ли умышленно. Когда Хоу И увидел, как его жена улетает, он стал стрелять, но его искусство отказало ему, и он промахнулся. Лунный заяц в этой версии не толчёт лекарство бессмертия в своей ступке. Что касается стрелка И, то он смог подняться к Солнцу и построить там себе дворец. Таким образом, Хоу И и Чанъэ в этом варианте мифа предстают символами Солнца и Луны, а также ян и инь соответственно (см. также Человек на Луне: В разных мифологиях).
В другой версии мифа Чанъэ является обычной девушкой, служащей во дворце. В награду за уничтожение лишних солнц король отдал её Хоу И в жены. Они счастливо жили вместе, но однажды таинственный старец подарил Хоу И эликсир бессмертия. Тот не решался употребить его и оставил его у себя на кровати. Чанъэ случайно обнаружила его и проглотила, не зная о его чудесных свойствах. Её унесло на Луну, а стрелок умер от горя.
В ещё одной вариации Чанъэ сознательно употребляет эликсир, но не из чувства эгоизма, а чтобы не дать воспользоваться им неблагодарному ученику Хоу И по имени Фэнмэн, который пытается его украсть.

## Происхождение мифа
Многие исследователи рассматривают как возможный прототип Чанъэ богиню Луны времён династии Шан-Инь Си-му (кит. 西姆), с ней же связывается генезис образа Си-ван-му. Также основой мифа могло послужить архаическое представление о дурной женщине на Луне, распространённое к северу от древнекитайских земель, а также представления о растущем на Луне дереве и «полёте» на Луну, известные у народов, обитавших к югу.

## Схожие сюжеты у других народов

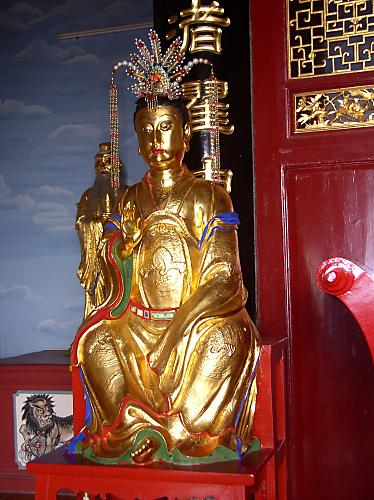
Статуя Чанъэ в Малайзии

Схожий с данным миф есть у народа яо наряду с мифом о стрелке, поражающем солнца (у яо его зовут Гэхуай). Это миф о стрельбе охотника по имени Яла в Луну. Яла смог лишь оббить стрелами неровные края раскалённой Луны и сделать её круглой, но не сумел уменьшить её жар. Тогда по предложению своей жены Ниэ он прикрепил к стреле сотканный ею кусок ткани, на котором
она успела вышить их дом, себя, коричное дерево, белого зайца и белого барана (или овцу). Яла сумел набросить на Луну ткань, которая стала защищать Землю от палящих лучей. Однако вышитая на ткани Ниэ позвала настоящую, и та улетела на Луну, где они слились в одно существо. Затем Ниэ бросила мужу свою длинную косу, и он поднялся по ней на
Луну: она стала ткать свою парчу под коричным деревом, а он — присматривать за бараном и зайцем. Этот миф, возможно, развился под непосредственным влиянием китайского сюжета, тем более что у родственных яо народов — мяо и шэ — подобный сюжет не записан.
Поверья о живущей на Луне женщине зафиксированы и у других народов: нивхи считают, что там обитает сплетница, а сибирские татары — женщина дурного поведения, тюрки -- Лунная богиня Умай. У вьетов известен миф о трикстере Куое, улетевшем на Луну со священным деревом баньян. Некоторые тибето-бирманские народы (например пуми) считают, что на Луне растёт дерево. Согласно мифу, Луна унесла девочку, спрятавшуюся на этом дереве (сафлор красильный), чтобы спасти её от съедения злой мачехой.

## Праздник середины осени
Этот праздник во многом посвящён Чанъэ. Ей возжигаются благовония и приносятся дары. По некоторым поверьям, именно в этот день, единственный в году, она встречается со своим мужем, и от этого Луна становится наиболее яркой.

## Память
Именем Чанъэ была названа китайская программа по исследованию Луны, новый лунный минерал (Changesite-(Y), "Камень Чанъе") и венец Хэн-Э на Венере.